# Gaspar Black Hawks
O Gaspar Black Hawks é uma equipe de futebol americano, sediada em Gaspar, Santa Catarina. Foi fundada em 2012 e seu mascote é o Falcão . Em 2022 o time fechou devido a falta de incentivo financeiro e saída de atletas, porém ainda há possibilidade que ele retorne.